# 戈特黑尔夫·菲舍尔·冯·瓦尔德海姆
約翰·戈特黑爾夫·菲舍爾·馮·瓦爾德海姆（德語：Johann Gotthelf Fischer von Waldheim，1771年10月13日—1853年10月18日）是一位德意志解剖学家、昆虫学家和古生物学家。
約翰·戈特黑爾夫·菲舍爾·馮·瓦爾德海姆生于萨克森州瓦尔德海姆 ，他是一名麻布工的儿子。約翰·戈特黑爾夫·菲舍爾·馮·瓦爾德海姆曾在莱比锡学习医学，後來他与朋友亚历山大·冯·洪堡一起前往维也纳和巴黎师从乔治·居维叶。畢業後他在美因茨担任教授，之後又于1804年成为莫斯科国立大学自然历史教授和杰米多夫自然历史博物馆馆长。1805年8月，他創辦了莫斯科帝国自然学家协会，並於1812年當选为美国文理科学院成员，1818年當选为美國哲學會成员。